# Cantó de Nuits-Saint-Georges
El cantó de Nuits-Saint-Georges és un cantó francès del departament de Costa d'Or, situat al districte de Beaune. Té 25 municipis i el cap és Nuits-Saint-Georges.

## Municipis
- Agencourt
- Arcenant
- Argilly
- Boncourt-le-Bois
- Chaux
- Comblanchien
- Corgoloin
- Flagey-Echézeaux
- Fussey
- Gerland
- Gilly-lès-Cîteaux
- Magny-lès-Villers
- Marey-lès-Fussey
- Meuilley
- Nuits-Saint-Georges
- Premeaux-Prissey
- Quincey
- Saint-Bernard
- Saint-Nicolas-lès-Cîteaux
- Villars-Fontaine
- Villebichot
- Villers-la-Faye
- Villy-le-Moutier
- Vosne-Romanée
- Vougeot

## Història
| Data d'elecció                           | Identitat                | Partit            | Qualitat |
| ---------------------------------------- | ------------------------ | ----------------- | -------- |
| 1945-1949                                | Jean Bouhey              | SFIO              |          |
| 1949-1955                                | M. Barbier               | Divers droite     |          |
| 1955-1969                                | Henri Écard              | SFIO, després PSU |          |
| 1969-1992                                | Bernard Barbier          | RI, després UDF   |          |
| 1992-2004                                | Jean Clerc               | Divers droite     |          |
| 2004-                                    | Pierre-Alexandre Privolt | Divers gauche     |          |
| les dades anteriors no són pas conegudes |                          |                   |          |
|                                          |                          |                   |          |

## Demografia
| A partir de 1990: Població sense dobles comptes |